# سفارة الدنمارك في العراق
سفارة الدنمارك في العراق هي أرفع تمثيل دبلوماسي لدولة الدنمارك لدى العراق. تقع السفارة على شارع الزيتون في المنطقة الخضراء ببغداد وهي تهدف لتعزيز المصالح الدنماركية في العراق.

## أحداث
نظم متظاهرون في العاصمة بغداد احتجاجاً على حرق نسخة من المصحف أمام السفارة العراقية بالدنمارك، وسط انتشار مكثف لقوات الأمن، حيث حاولوا أقتحام السفارة، لكن قوات الأمن منعت ذلك.